# Казе Гаспарото (Тревизо)
Казе Гаспарото је насеље у Италији у округу Тревизо, региону Венето.
Према процени из 2011. у насељу је живело 28 становника. Насеље се налази на надморској висини од 19 м.